# Knabbeltang (medisch)

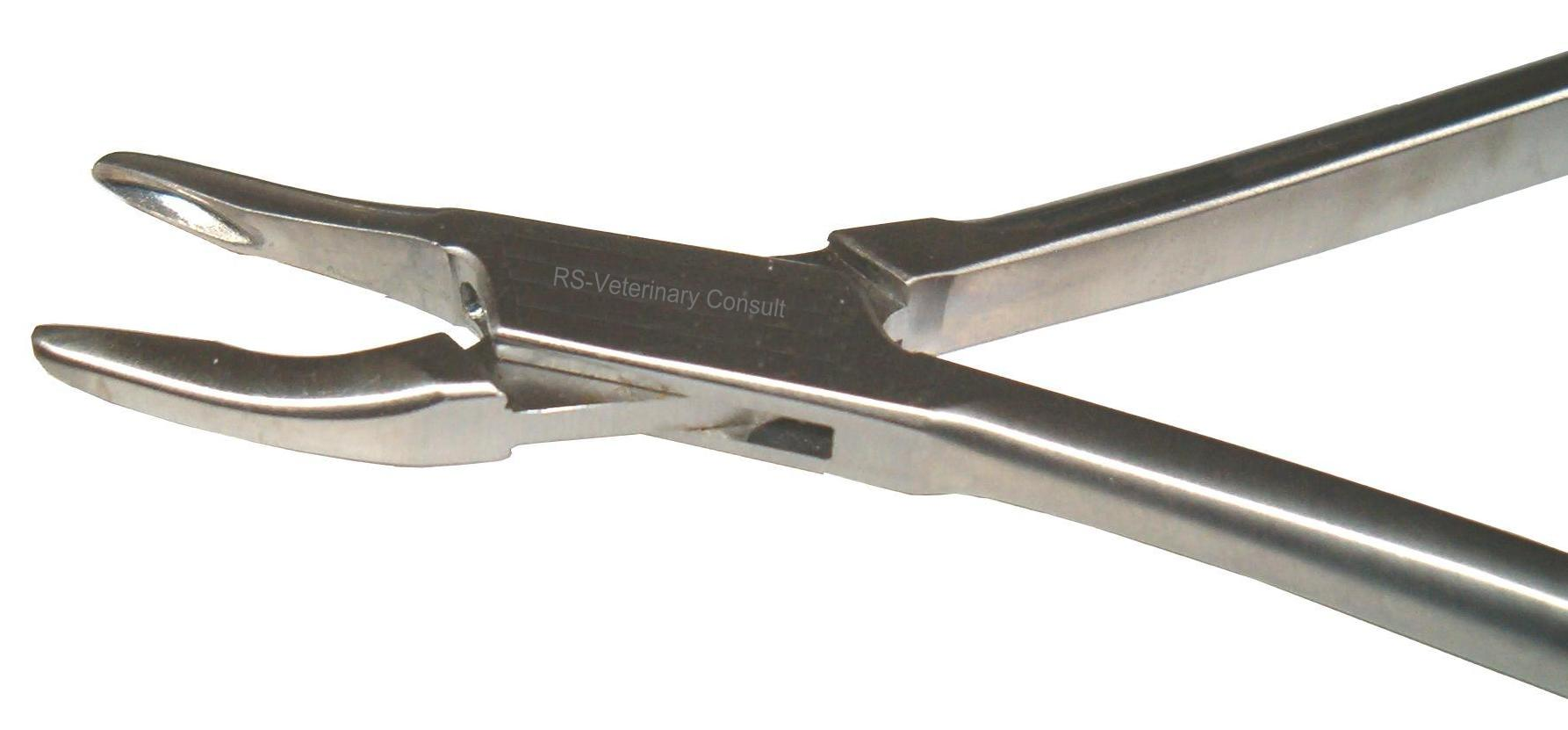
Knabbeltang

Een knabbeltang is een medisch hulpmiddel dat wordt gebruikt voor het verwijderen van kleine botfragmenten, en ook gereedschap van een glaszetter of huisschilder om stukjes glas af te knabbelen. Hij heeft zigzagvormige bekken.
Bij orthopedische ingrepen is het vaak nodig onregelmatigheden aan botten te verwijderen. Te denken valt aan scherpe uitsteeksels aan fractuurvlakken. De chirurg zal deze verwijderen met behulp van een knabbeltang. De tang heeft twee holle bekken, waarvan de randen scherp geslepen zijn zoals bij een scherpe lepel. Bij het sluiten van de tang schrapen de scherpe randen langs het bot en men kan het bot zelfs knippen.
Er zijn zeer veel modellen en uitvoeringen. De keuze voor een model wordt bepaald door de omstandigheden. Zeer kleine tangen worden gebruikt voor kleine botten, de bereikbaarheid bepaalt of men een rechte of gebogen tang gebruikt.